# Тедеева, Зарина Бахваевна
Зарина Бахваевна Тедеева (род. 22 мая 2001, Владикавказ) — российская футболистка, выступающая на позиции полузащитника.

## Карьера
Первым тренером был отец — Бахва Тедеев. Первой командой стала сборная «СКГМИ». В сентябре 2018 перешла в краснодарскую «Кубаночку».
В чемпионате России впервые выступила 27 июля 2019 выйдя за замену в победном матче «Кубаночки» против московского «Локомотива» (1:0).
В 2020 году в составе сборной Краснодарского края стала Чемпионом России среди девушек (до 19 лет).